# Улица Ковпака (Киев)
Улица Ковпака (укр. Вулиця Ковпака) — улица в Голосеевском районе города Киева. Пролегает от улиц Сапёрное поле и Академика Филатова до улицы Казимира Малевича, исторически сложившаяся местности (районы) Новое Строение.
Примыкают улицы Василия Тютюнника, Предславинская, Большая Васильковская, Антоновича.

## История
Болотная улица — из-за заболоченной местности возле реки Лыбедь, которой пролегает улица — возникла в 1830-е годы. В 1901 году Болотная улица переименована на Митрофановская улица — в честь Митрофановского алтаря Владимирской церкви, которая рядом расположена.
10 сентября 1968 года Митрофановская улица в Московском районе была переименована на улицу Ковпака — в честь Дважды Героя Советского Союза Сидора Артемьевича Ковпака, согласно Решению исполнительного комитета Киевского городского совета депутатов трудящихся № 1494 «Про наименование и переименование улиц и площадей г. Киева» ( «Про найменування та перейменування вулиць і площ м. Києва»).

## Застройка
Улица пролегает в юго-западном направлении параллельно улице Ежи Гедройца. 
Парная и непарная стороны улицы заняты многоэтажной жилой застройкой и учреждениями обслуживания. Парная сторона улицы перед примыканием Большой Васильковской улицы занята парком Марии Заньковецкой.
Учреждения: нет
Мемориальные доски:
1. дом № 2/51 — Сидору Артемьевичу Ковпаку — демонтирована (2016) — комментарий именования улицы